# Villa de Cura
Villa de Cura – miasto w Wenezueli, w stanie Aragua, siedziba gminy Zamora.
Według danych szacunkowych na rok 2010 liczy 116 034 mieszkańców..